# Christian Heuchelin
Christian Heuchelin (auch Heuchel, Heichelin, Heychelin, Pseudonym: Lysander) (* 1639 in Preßburg; † 30. November 1715) war ein deutscher Librettist und Jurist.

## Leben

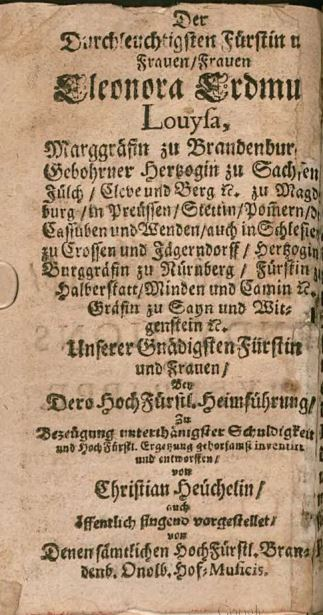
Widmungsblatt zum Singspiel „Der unwissende keusche Liebes-Genuß Endyminos und Hyperippe“ (ca. 1681) mit Nennung Christian Heuchelins

Sein Vater N. Heuchelin war wie sein aus Lauingen gebürtiger Großvater Simon Heuchelin lutherischer Prediger in Preßburg. Er studierte von 1658 bis 1662 an der Universität Altdorf und 1660 disputierte er unter dem Vorsitz des Professors der Philosophie, Mathematik und Logik Johann Paul Felwinger (1606–1681) und schickte ein Jahr später seinen Eltern ein Gedicht zum Tode seiner Schwester Clara Heuchelin. Heuchelin schrieb sich im September 1662 an den Universitäten in Straßburg und 1663 in Tübingen ein. Heuchelin hielt sich bereits 1655 in Nürnberg auf; er beteiligte sich zusammen mit Christoph Franck an der Hochzeitsschrift für Pfarrer Christian Schröttel und Maria Magdalena Zanner.
Heuchelin schrieb zur Geburt ihres dritten Sohnes ein Gratulationsgedicht für die Markgräfin Johanna Elisabeth von Brandenburg-Ansbach. Im Jahre 1678 wendete er sich brieflich an den Pegnitzschäfer Sigmund von Birken, der ihm zwei Traktate zukommen ließ. Am 27. November 1679 dankte er dem Ordensoberhaupt für ein übersandtes Schäferband. Er wurde im selben Jahr in den Pegnesischen Blumenordens aufgenommen. Als Blume erhielt er die Aloe mit folgender Beischrift:
Mein Leben auf der Erd gleicht einer Aloe/

Blüht jenes noch so hoch? so ist es doch mit Weh/

Mit Stachel-Blättern und mit Bitterkeit umgeben;

Das aber ist mein Trost/ ich weis ein beßres Leben/

Das giebt mir nicht die Erd/ der Himmel doch gewiß/

Da wächst für Aloe/ der Freuden Engelsüß.
Bekannt war Christian Heuchelin vor allem durch seine Opernlibretti für das Hoftheater in Ansbach, darunter Die triumphierende Treue (1679; Musik: Johann Löhner). Im Jahre 1680 schrieb er dann unter seinem Blumenorden-Pseudonym Lysander sein Schäferspiel Die obsiegende Christenlieb, zu einem Sing- oder Misch-Spiel unterthänigst aufgesetzt, aber auch das Singspiel Der unwissende keusche Liebes-Genuß Endyminos und Hyperippe (1680, gewidmet Markgräfin Eleonore von Brandenburg-Ansbach). Auch studierte er die zeitgenössische französische und italienische Hofkultur.
Speziell für die Oettingischen Prinzessinnen schrieb Heuchelin im selben Jahr noch das Poetische Räthsel Lust-Gärtlein, zu sinn-reicher Gemüths-Ergötzung. Im Jahre 1682 widmet er den Prinzessinnen Dorothea Charlotte von Brandenburg-Ansbach und Eleonore Juliane von Brandenburg-Ansbach sowie Gräfin Sophia Louise von Wolfstein (1645–1717) seine Übersetzungen aus dem Französischen von zwei Liebesgeschichten: Die Triumphirende Freundschafft und Die Reise der Königin in Hispanien nach Jean de Préchac (1647–1720).
Im Jahre 1695 findet sich sein Name unter den Widmungsempfängern der Disputation De apoplexia von Christian Helwich (1666–1740).
Seine Tochter war die Blumenmalerin Magdalena Rosina Funck.